# Yamasaki Academy
Yamasaki Academy är en av de internationella organisationer som bedriver träning i kampsporten Brasiliansk jiu-jitsu. Grundare av organisationen är bröderna Fernando och Mario Yamasaki ursprungligen från Sao Paulo, Brasilien. Bröderna är uppväxta i en familj med stark Judotradition och blev vid unga år introducerade för Judo. De tränade sedermera BJJ i flera år under Rickson Gracie-svartbältet Marcelo Behring vilken även graderade de båda till svart bälte. Fernando har en gedigen meritlista från tävlingar internationellt i såväl Brasiliansk jiu-jitsu, Judo som Brottning och sport Ju-jutsu(IJJF).
Efter att under många år drivit Yamasaki Academy i Sao Paulo flyttade Mario Yamasaki till Washington DC, USA, och öppnade 1995 den första träningsakademin där. 2003 flyttade även Fernando Yamasaki i Washington för att hjälpa till att driva klubbarna där som idag är sex till antalet. Mario Yamasaki är även känd som domare i UFC.
Idag finns Yamasaki Academy i Brasilien, USA, Sverige, Nederländerna, Belgien och Dominikanska Republiken. 